# ميتالورجيا المساحيق

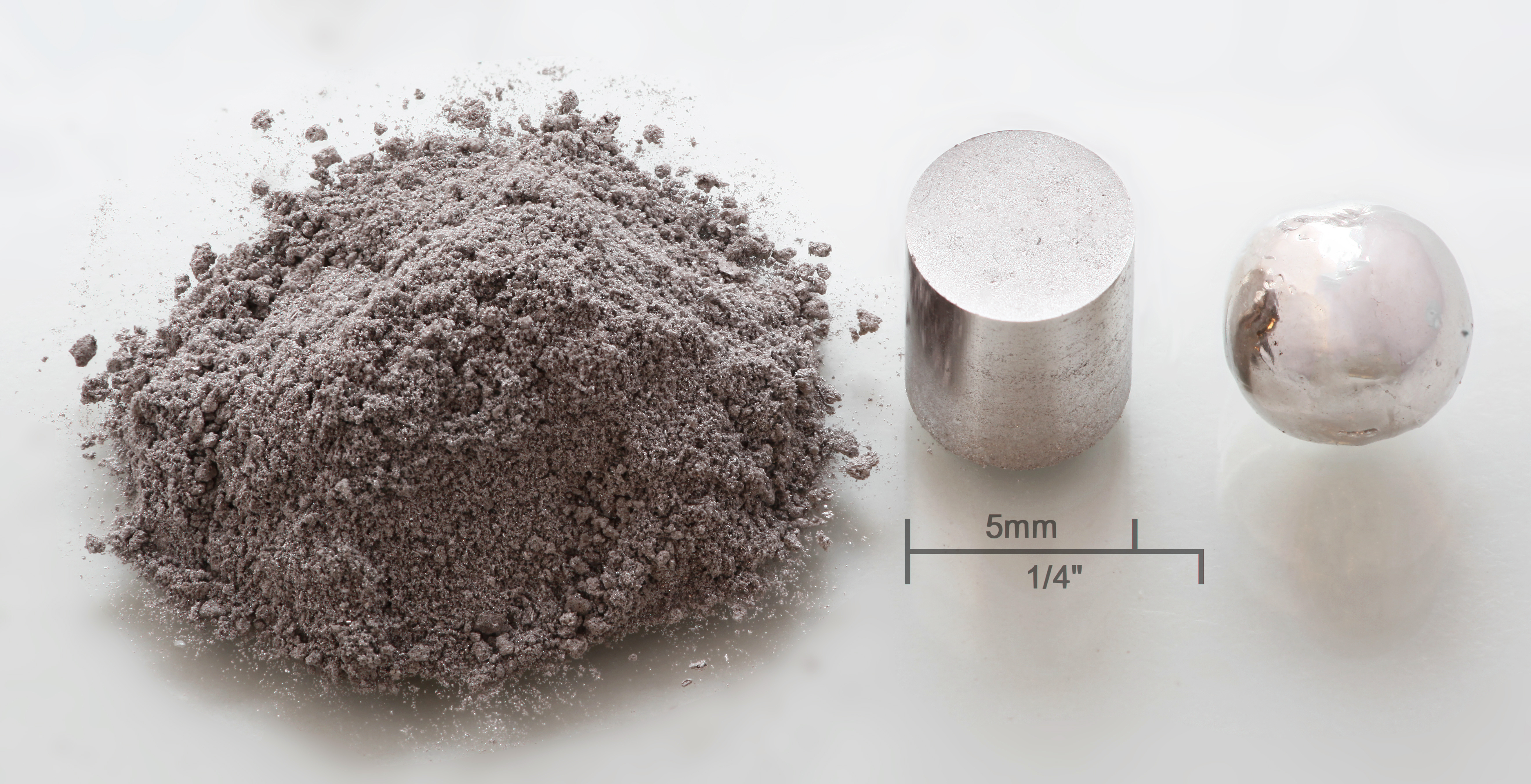
مسحوق المعادن

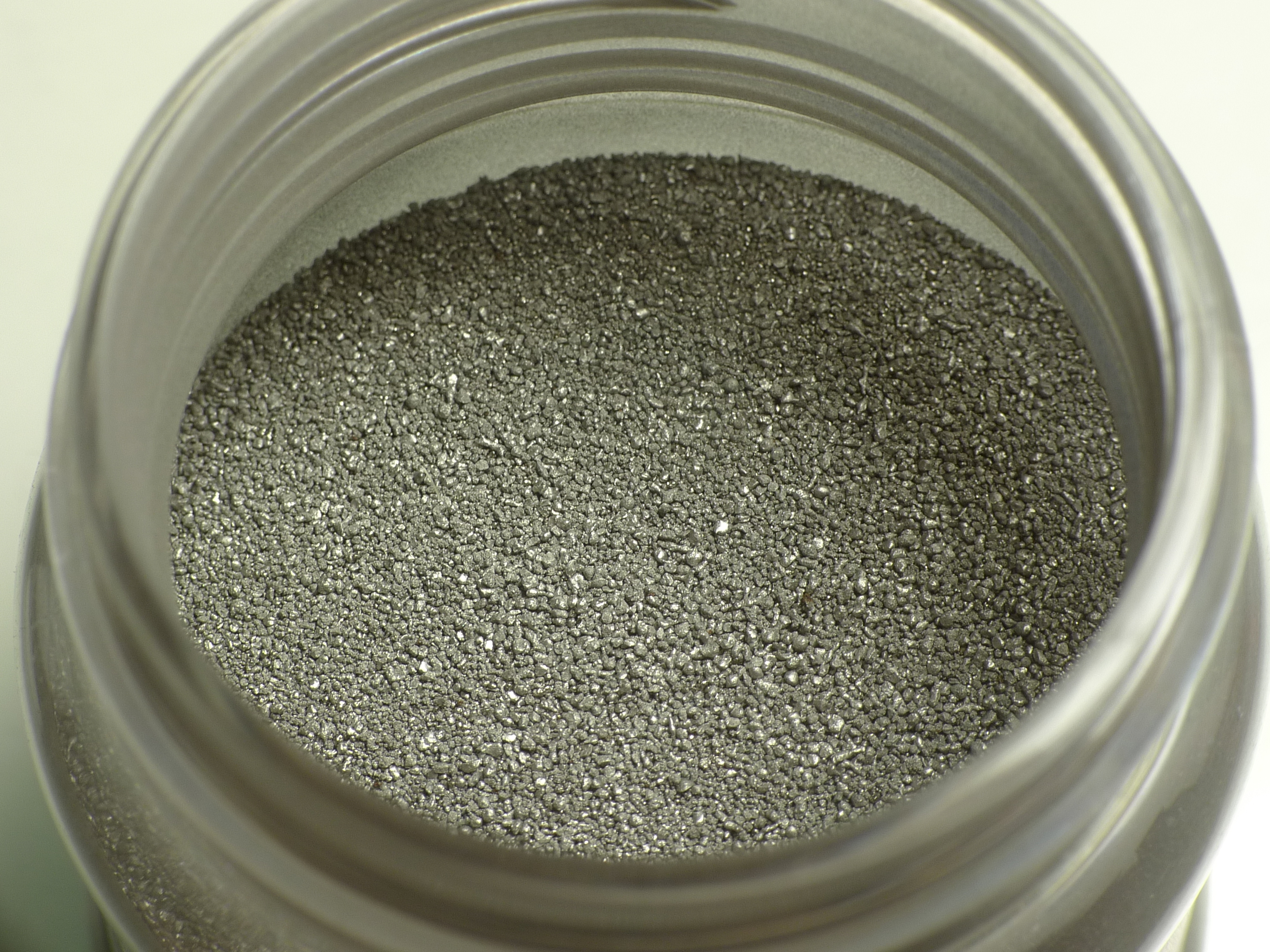
بُرادة الحديد تستخدم في عملية ال تلبيد

ميتالوجيا المساحيق (بالإنجليزية: Powder metallurgy)‏ هي عملية مزج مواد موجودة في صورة مساحيق دقيقة، عن طريق ضغطهم إلى شكل أو هيئة مرغوبة، ثم تسخين تلك المادة المضغوطة في وسط متحكم به لدمج تلك الحبيبات سويًا.
تنقسم عملية التشكيل تلك إلى أربع مراحل أساسية :
1. إنتاج المسحوق (الحبيبات الدقيقة).
2. مزج المسحوق.
3. الضغط.
4. التسخين لدمج الحبيبات.

أحيانًا ما يتم إضافة مرحلة تالية بعد عملية التسخين لدمج الحبيبات، الهدف منها الحصول على خواص خاصة أو حتى تحسين الخواص الموجودة.
تعدين المساحيق

## دمج المسحوق
الدمج يتضمن تطبيق الضغط على المسحوق للوصول للشكل المطلوب. ويمكن أن يتم ذلك إما عن طريق تطبيق الضغط المحوري مباشرة (الدمج التقليدي «الطريقة التقليدية») أو عن طريق الضغط الهيدروستاتيكي من جميع الاتجاهات (الدمج متوازن التضاغط). الطريقة الأخيرة تضمن توزيع الكثافة بانتظام على الجسم بعد عملية الدمج.

### أولاً: الطريقة التقليدية
جرى عُرفاً إلى أن عملية الدمج تتم عن طريق الضغط على المسحوق الموجود في القالب بكبس متتالي لتكوين مرحلة الدمج الأخضر (الوصول لمرحلة الترابط قبل التحميص) كما هو مبين في الشكل التالي والذي يشير إلى أنه يجب أن تكون الكبستين محوريتان في اتجاهين مختلفين حتى يضمن توزيع الكثافة بانتظام على المنتج. فالضغط في عملية الدمج يضع (يغلف) المسحوق في ترتيب أكثر كفاءة وتنظيم عن طريق تقليل المسافات المسامية، يزيد من عدد نقاط التلامس بين الجسيمات، ويسفر التشكل اللدن لهم عن وجود مناطق تلامس متداخلة لهم. ووفقاً لذلك تزداد الكثافة من الكثافة الظاهرية إلى الكثافة الخضراء (الكثافة عن الترابط بين المسحوق) ، حيث هي أقرب كثافة ممكنة للكثافة الحقيقة المعتمدة على ضغط الدمج.
| الضغوط المؤثرة للمساحيق المتنوعة |                            |
| المادة                           | الضغط المؤثر (ميجا بسكال ) |
| الألومنيوم                       | 70 – 275                   |
| النحاس                           | 400 – 700                  |
| البرونز                          | 200 – 275                  |
| الحديد                           | 350 – 800                  |
| التنجستن والتنتالوم              | 70 – 140                   |
| أكسيد الألومنيوم                 | 110 – 140                  |
| الكربون                          | 140 – 165                  |
| الكربيد الملبد                   | 140 – 400                  |
| الفيريت                          | 110 – 165                  |

ويتم تطبيق الضغط في عملية الدمج عن طريق المكابس الميكانيكية أو الهيدروليكية. فالنسبة للمنتجات صغيرة الحجم يتم استخدام ذراع التدوير أو المكابس الميكانيكية اللامركزية. أما بالنسبة للمنتاجات الكبيرة نسبياً فيتم دمجها في المكابس المفصلية أو المكابس ذات الوصلة المفصلية. وتـُضغط المنتجات الكبيرة في المكابس الهيدروليكية بطاقات أكثر من 45 ميجا نيوتن. على وجه العموم تـُفضل المكابس المزدوجة لكي توفر القوة والسرعة لكلا الكبستين. فتـُفضل السرعات الصغيرة للمكبس للقضاء على إمكانية انحباس الهواء في تجويف القالب. ويتراوح الضغط النموذجي في عملية الدمج ما بين 70 ميجا بسكال لمساحيق الألومنيوم لتصل إلى 800 ميجا بسكال لمساحيق الحديد والصلب كما هو مبين في الجدول السابق.

### ثانياً: الدمج متوازن الضغط
الدمج متوازن الضغط يتضمن تطبيق الضغط من كل الاتجاهات لتحقيق أكبر قدر من التماثل في توزيع الضغط والكثافة مقارنة بالضغط المحوري (الطريقة التقليدية). فهذا الأسلوب مفيد للأجزاء الهندسية المعقدة والنسبة الكبيرة للقطر بالنسبة للارتفاع. فالمساحيق يتم وضعها في قالب مرن، ويتم استخدام المكبس الهيدروليكي لتحقيق عملية الضغط. الدمج متوازن الضغط يمكن إجراءه تحت الظروف الباردة أو الساخنة.

#### أ- الدمج متوازن الضغط تحت الظروف البادرة
يتضمن إجراء العملية في درجة حرارة الغرفة. فالقالب يتم صنعه من المطاط أو نيوبرين (نوع من المطاط الصناعي) أو يوريتان أو أي مادة مرة أخرى، ويُملاً بالمسحوق المخلوط ويوضع داخل حجرة صغيرة مغلقة. يُضغط الماء أو الزيت حول القالب فيؤدي إلى الضغط المتوازن المطلوب. ويجب أن يكون الحجم الأولي للقالب كبير للسماح له بالانكماش أثناء عملية الضغط. ويمكن استخدام العينات الجوفية الصلبة مع الأجزاء المجوفة كما في الشكل. فالضغط يترواح من 400 ميجا بسكال ليصل إلى 1000 ميجا بسكال. الأدوات تكون أقل تكلفة من المنتج الصغير حجماً نسبياً وللعدد المحدود من المنتجات.

#### ب- الدمج متوازن الضغط تحت الظروف الساخنة
يُنفذ في درجات الحرارة العالية والضغوط العالية. فيتم صنع القوالب كسبولات صفائح معدنية لكي تتحمل درجات الحرارة العالية، الغاز الخامل هو الذي يقوم بعملية الضغط المتوسطة («الأرجون» هو الأكثر شيوعاً) لتجنب التفاعل الكيميائي مع المادة. بعد عملية التكثيف يتم خلق الكبسولة المعدنية. الميزة الأساسية لهذا الأسلوب هو القدرة للوصول إلى الكثافة الكاملة للمنتج، وبالتالي إنجاز الضغط والتلبد يُعد مرحلة واحدة. لذلك العملية غالية نسبياً ومحددة للأشكال البسيطة نسبياً. لذلك الاستخدام الأساسي لهذه العلمية هو إنتاج أجزاء السبائك الفائقة في صناعات الفضاء الجوي.

### ثالثاً:صبالمسحوق بالحقن
مساحيق المعادن الناعمة جداً (< 10 ميكرومتر) والخزف يُمكن أن يُدمج عن طريق الصب بالحقن مثل البلاستيك. فالمساحيق يتم مزجها مع مواد رابطة وتـُحقن في تجويف القالب بعد التسخين إلى درجة حرارة الصب. وعندما يُبرد المنتج يُزال من القالب، وتـُزال المادة الرابطة باستخدام التقنيات الحرارية أو المذيبات، ويكون المنتج جاهز لعملية التلبد. المادة الرابطة تعمل بمثابة الناقل للجسيمات لتوفير تدفع ملائم (كافي) أثناء عملية الصب. فمواد الربط الملائمة هي الفينول (البوليمرات الحرارية) والبولي إيثيلين (البوليمرات البلاستيك الحراري) والماء والجل أو الشموع. البوليمرات الأكثر تكراراً في استخدام المواد الرابطة. فعملية صب المسحوق بالحقن ليست فعالة من حيث التكلفة مقارنة بالدمج التقليدي للأشكال البسيطة المتماثلة حول محور معين. فهذه الطريقة هي الأكثر اقتصاداً للسمك الصغير (في نطاق 5 مم) ولارتفاع معدل إنتاج التشكيلات المعقدة. المنتجات النموذجية هي مكونات في الساعات والأسلحة والسكاكين الجراحية وقطع الغيار الصغيرة للسيارات.

### رابعاً:درفلةالمسحوق
المساحيق يـُمكن أن تـُضغط بين درفيلين (عجلتين) في عملية الدرفلة لكي تكون الأشرطة المعدنية الخضراء الطويلة التي يُمكن أن يتم تغذيتها مباشرة في فرن التلبد. وهذه العملية تسمى «دمج الدرفلة». سرعة الدرفلة يمكن تطبيقها من 0.5 م / ثانية. المنتجات النموذجية هي شرائط الصفائح المعدنية للمكونات الكهربائية والالكترونية والقطع النقدية.

### خامساً:بثقالمسحوق
المساحيق يمكن أيضاً أن تدمج عن طريق عملية البثق لإنتاج الأجزاء الطويلة ذات المساحات المختلفة في زيادة الكثافة في الضغوط العالية. فدوران الولب (الرفاص) مع السخانات يشبه هؤلاء المُستخدمين في بثق البلاستيك فيمكن الاعتماد عليه. المواد الرابطة مثل الماء أو المواد العضوية تـُضاف لكي توفر اللدونة الملائمة لإجراء عملية التشكيل.

### المعادن الفخارية
المعادن كالفضة والبرونز والنحاس والذهب تـُحول إلى معادن تسمى المعادن الفخارية. وتستخدم هذه المواد من قبل الفنانين أو تجار الذهب لصنع التحف الفنية في محيط المنزل أو الاستديو. فعندما تـُسخن تحترق المادة الرابطة وفيُلبد مسحوق المعادن الخزفية. ويُمكن أن يتم تسخين المعدن الطيني للفضة والذهب في فرن عادي في حين أن معظم المعادن الطينية الأساسية يجب أن تـُسخن في مناخ خفض باستخدام الكربون النشط لمنع الأكسدة من تعطيل التلبد السليم.

### تقنيات آخرى
أسلوب أخر لإنتاج المسحوق عن طريق نافورة (انبثاق) سائل معدني ليتقاطع بالسرعة العالية للماء الذري الذي يحول النافورة إلى قطرات ويبرد المسحوق قبل أن يصل إلى نهاية الصندوق (القالب). وهذا ما يُسمى ترذيذ المياه. والميزة في هذه العملية أن المعدن يتصلد أسرع من الطريقة باستخدام الغاز حيث التوصيل الحراري للماء أعلى بمقدار عن التوصيل الحراري للغاز. وحيث أن معدل التصلد يتناسب عكسياً مع حجم الجزيئات، فالجزيئات الصغيرة يتم صنعها بطريقة ترذيذ الماء. وكلما كانت الجزيئات أصغر كلما زاد التجانس بين هيكلها.